# Trichoscarta apicalis
Trichoscarta apicalis är en insektsart som beskrevs av Jacobi 1921. Trichoscarta apicalis ingår i släktet Trichoscarta och familjen spottstritar. Inga underarter finns listade i Catalogue of Life.